# 磐城足球會
磐城足球會（Iwaki FC）是日本福島縣磐城市的足球俱樂部。2022年，加入日本職業足球聯賽，球隊現在效力在日本職業足球乙級聯賽。

## 歷史

### 創始俱樂部
磐城FC於2012年成立，並於2013年正式獲得認可，隨後創建了同名法人組織。 當Under Armour決定支持該俱樂部從日本足球金字塔底部攀升時，俱樂部名稱開始受到更多關注。 該俱樂部成立的願景是希望將「磐城打造為東北地區的足球中心城市」。 為了實現這一目標，俱樂部於2016年11月啟用了新的訓練場地，並於2017年5月正式推出俱樂部會所——這兩個核心設施是攀登日本足球頂峰的必要條件。

### 福島縣足球聯盟（2013–2017）
在此期間，福島縣足球聯盟的比賽結果助推了磐城FC的崛起。他們接連贏得多個低級別聯賽冠軍，最終成功晉升至福島縣足球聯盟的第一級聯賽。接下來，他們的目標瞄準了東北足球聯盟。同時，球隊在第23屆全國俱樂部足球錦標賽中首次奪冠，決賽以9比0的壓倒性比分取勝。
磐城FC於2017年天皇杯首次亮相。在第一輪比賽中，他們擊敗了Norbritz北海道，隨後在加時賽中以5比2爆冷擊敗北海道札幌岡薩多。 雖然他們在第三輪比賽中不敵清水心跳，但這次的表現仍然令人驚艷。 

### 東北足球聯賽 (2018–2019)
岩城FC於2018年首次晉升至東北足球聯賽，並在2019年成功晉級至次年的日本足球聯賽（JFL），這是球隊歷史上的首次升級。在參加東北足球聯賽的兩個賽季後，岩城FC贏得了全日本地區升級系列賽的冠軍，並因此被加冕為冠軍隊伍。  

### J.聯賽 (2022年至今)
在2022賽季，磐城FC於首個J3聯賽年度取得了J2聯賽的參賽資格，並於2022年10月28日正式獲得J2升級資格。 同年11月6日，磐城FC在J3聯賽中奪冠，成功晉級至翌年的J2聯賽。他們在第32輪比賽中以3比0擊敗鹿兒島聯，並因排名第二及第三的藤枝MYFC和松本山雅分別失利而提前鎖定冠軍。14天後，磐城FC以78分完成2022賽季，領先第二名藤枝MYFC 11分，正式以聯賽冠軍身份結束賽季，而藤枝MYFC也成功升級至J2聯賽。2023年9月26日，磐城FC被宣布已符合取得J1聯賽參賽資格的要求。

## 外部連結
- 官方网站
- 磐城足球會的X（前Twitter）
- 磐城足球會的Facebook專頁
- 磐城足球會的Instagram帳戶
- 磐城足球會 (iwakifc) - note
- YouTube上的いわきFC / IWAKI FC頻道